# Teofan I Karikes
Teofan I Karikes, gr. Θεοφάνης Α΄ Καρύκης (zm. 1597) – ekumeniczny patriarcha Konstantynopola w latach 1596–1597.

## Życiorys
Patriarchą Konstantynopola był od marca 1596 do sierpnia 1597 r. Zmarł zaledwie 3 tygodnie po zakończeniu kadencji. Wcześniej był metropolitą Filipopolis.